# NGC 1225
NGC 1225 è una lontana galassia lenticolare situata nella costellazione dell'Eridano, a una distanza di circa 423 milioni di anni luce dalla nostra Via Lattea.

## Scoperta
La galassia è stata scoperta nel 1886 dall'astronomo statunitense Francis Leavenworth.